# Géfosse-Fontenay
Ne doit pas être confondu avec Geffosses.
Pour les articles homonymes, voir Fontenay.
Géfosse-Fontenay  est une commune française, située dans le département du Calvados en région Normandie, peuplée de 131 habitants.

## Géographie
Commune littorale de la baie des Veys à l'extrême ouest du Calvados, Géfosse-Fontenay se trouve à 4,5 kilomètres d'Isigny-sur-Mer et presque à mi-distance entre Bayeux (29 km) et Saint-Lô (27 km). La commune se situe dans le pays du Bessin et dans le parc naturel régional des Marais du Cotentin et du Bessin.

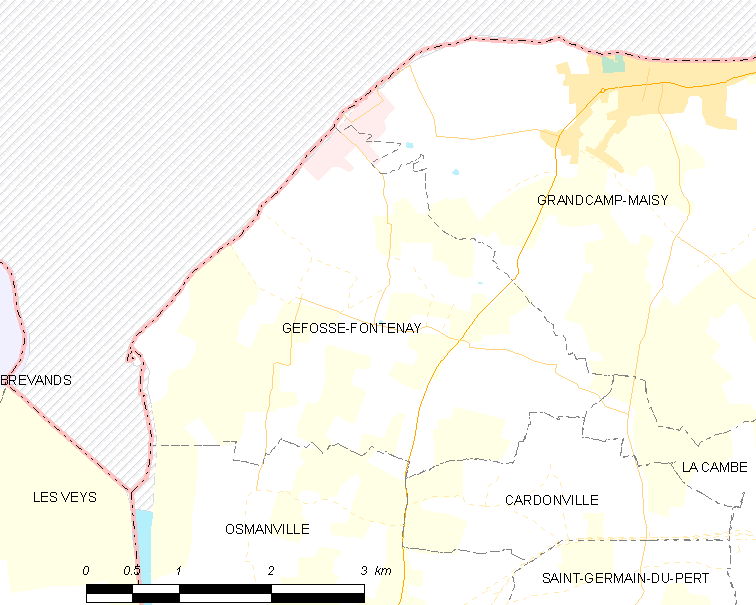
Carte de la commune.

| Mer de la Manche | Mer de la Manche, Grandcamp-Maisy | Grandcamp-Maisy           |
| Mer de la Manche | Géfosse-Fontenay                  | Grandcamp-Maisy, La Cambe |
| Osmanville       | Osmanville                        | Cardonville               |

### Hydrographie
La commune est située dans le bassin Seine-Normandie. Elle est drainée par le Rhin, le ruisseau des Fontaines, le cours d'eau 01 de la Base Conchylicole, le canal 01 de la Source de Livure, des bras du Rhin, le canal 01 du Wigwam, le canal 01 de la Pointe du Grouin et divers autres petits cours d'eau,.

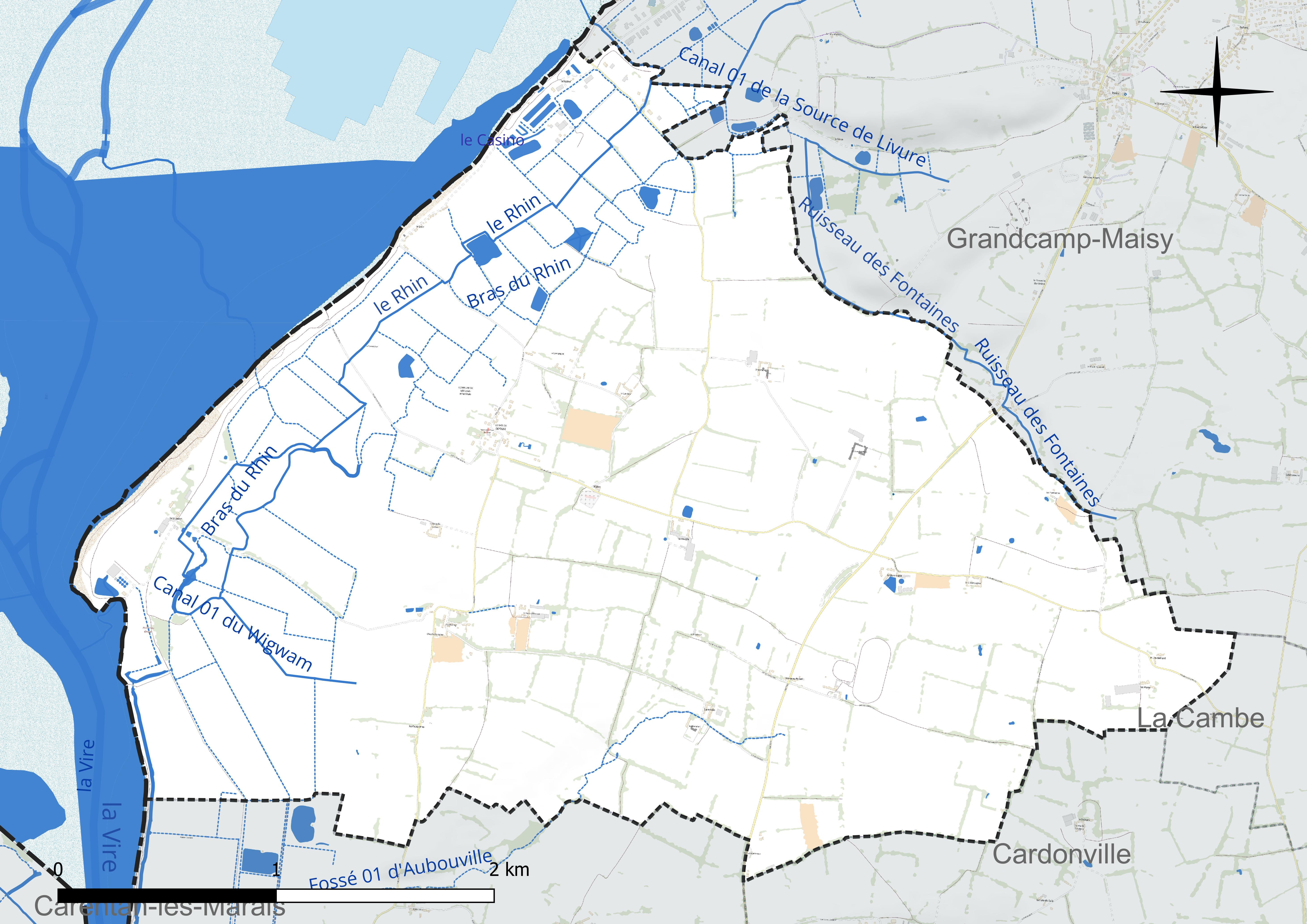
Réseau hydrographique de Géfosse-Fontenay.

Un plan d'eau complète le réseau hydrographique : le Casino (0,7 ha),.

### Climat
Pour des articles plus généraux, voir Climat de la Normandie et Climat du Calvados.
En 2010, le climat de la commune est de type climat océanique franc, selon une étude du CNRS s'appuyant sur une série de données couvrant la période 1971-2000. En 2020, Météo-France publie une typologie des climats de la France métropolitaine dans laquelle la commune est exposée à un climat océanique et est dans la région climatique Normandie (Cotentin, Orne), caractérisée par une pluviométrie relativement élevée (850 mm/a) et un été frais (15,5 °C) et venté. Parallèlement le GIEC normand, un groupe régional d'experts sur le climat, différencie quant à lui, dans une étude de 2020, trois grands types de climats pour la région Normandie, nuancés à une échelle plus fine par les facteurs géographiques locaux. La commune est, selon ce zonage, exposée à un « climat maritime », correspondant au Cotentin et à l'ouest du département de la Manche, frais, humide et pluvieux, où les contrastes pluviométrique et thermique sont parfois très prononcés en quelques kilomètres quand le relief est marqué.
Pour la période 1971-2000, la température annuelle moyenne est de 11,2 °C, avec une amplitude thermique annuelle de 10,6 °C. Le cumul annuel moyen de précipitations est de 760 mm, avec 13,1 jours de précipitations en janvier et 7,5 jours en juillet. Pour la période 1991-2020, la température moyenne annuelle observée sur la station météorologique la plus proche, située sur la commune de Balleroy-sur-Drôme à 28 km à vol d'oiseau, est de 11,2 °C et le cumul annuel moyen de précipitations est de 924,3 mm,. Pour l'avenir, les paramètres climatiques de la commune estimés pour 2050 selon différents scénarios d'émission de gaz à effet de serre sont consultables sur un site dédié publié par Météo-France en novembre 2022.

## Urbanisme

### Typologie
Au 1er janvier 2024, Géfosse-Fontenay est catégorisée commune rurale à habitat très dispersé, selon la nouvelle grille communale de densité à 7 niveaux définie par l'Insee en 2022. Elle est située hors unité urbaine et hors attraction des villes,.
La commune, bordée par la baie de Seine, est également une commune littorale au sens de la loi du 3 janvier 1986, dite loi littoral. Des dispositions spécifiques d'urbanisme s'y appliquent dès lors afin de préserver les espaces naturels, les sites, les paysages et l'équilibre écologique du littoral, comme le principe d'inconstructibilité, en dehors des espaces urbanisés, sur la bande littorale des 100 mètres, ou plus si le plan local d'urbanisme le prévoit.

### Occupation des sols
L'occupation des sols de la commune, telle qu'elle ressort de la base de données européenne d'occupation biophysique des sols Corine Land Cover (CLC), est marquée par l'importance des territoires agricoles (97,6 % en 2018), en diminution par rapport à 1990 (99,6 %). La répartition détaillée en 2018 est la suivante : prairies (59,8 %), terres arables (36,6 %), zones industrielles ou commerciales et réseaux de communication (2 %), zones agricoles hétérogènes (1,3 %), zones humides côtières (0,4 %). L'évolution de l'occupation des sols de la commune et de ses infrastructures peut être observée sur les différentes représentations cartographiques du territoire : la carte de Cassini (XVIIIe siècle), la carte d'état-major (1820-1866) et les cartes ou photos aériennes de l'IGN pour la période actuelle (1950 à aujourd'hui).

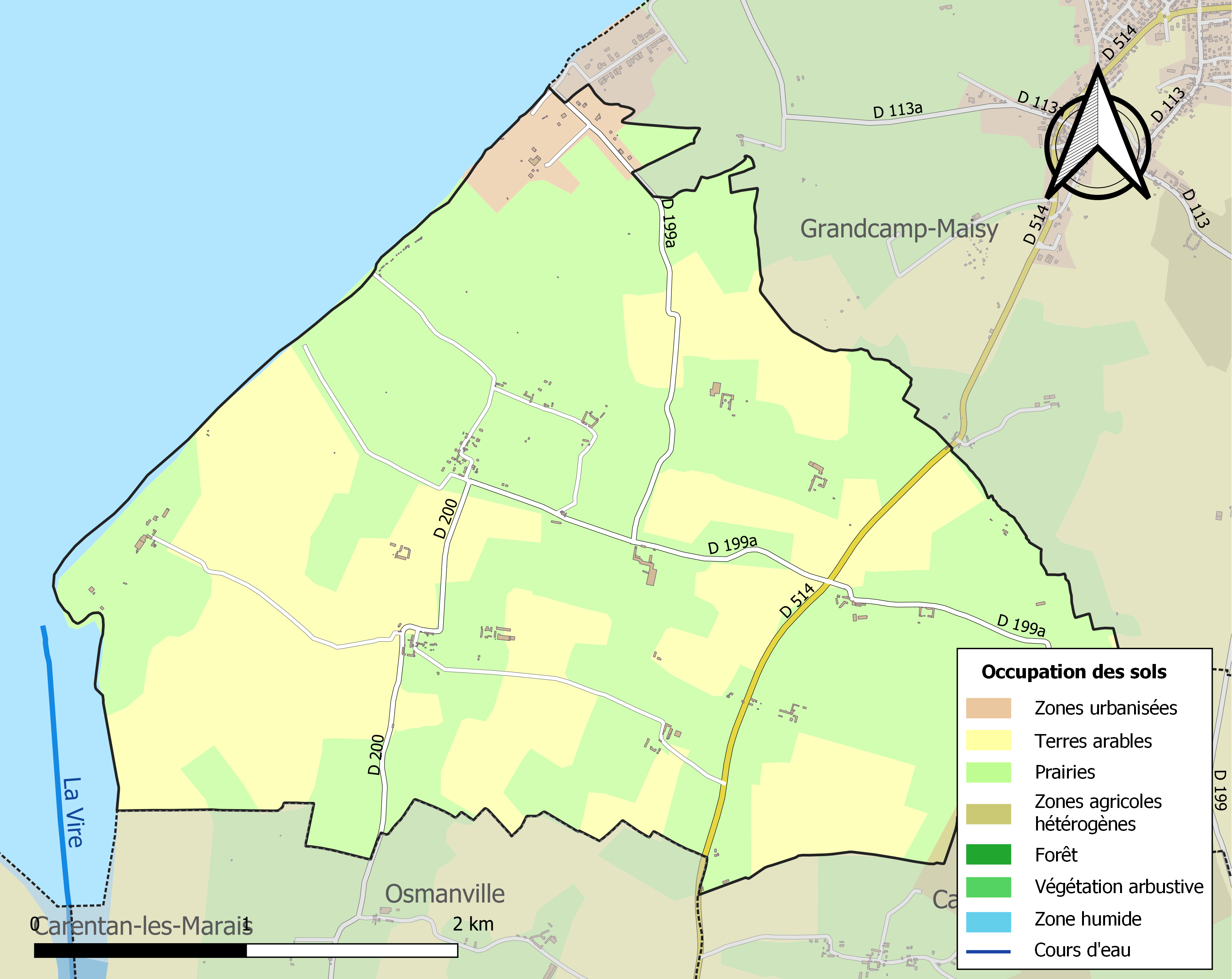
Carte des infrastructures et de l'occupation des sols de la commune en 2018 (CLC).

## Toponymie
Géfosse est attesté sous la forme Guioldfosse en 1160, (à lire *Givoldfosse).
Ce toponyme dérive de l'anthroponyme germanique Givold  et du latin fossa « fosse, fossé », peut-être dans le sens médiéval de « mouillage » en mer ou en rivière, une sorte de point bas par lequel on pouvait tirer des barques et leurs marchandises.
Fontenay est attesté sous les formes Fontanetum et Fontenetum en 1222, Fontenay sur le Vé en 1371, Fontenay sur le Vey au XVIIIe siècle (Cassini).<
Fontenay : « ensemble de fontaines ».
Le gentilé est Géfossien.

## Histoire
Un ancien port médiéval permettait la traversée de la baie des Veys.
Les protestants, nombreux dans le Bessin, possédaient à Géfosse un temple où ils exerçaient leur culte.
En 1861, Géfosse (193 habitants en 1856) absorbe Fontenay (162 habitants) au sud-ouest du territoire.

## Politique et administration
| Période                                  | Période   | Identité          | Étiquette | Qualité            |
| ---------------------------------------- | --------- | ----------------- | --------- | ------------------ |
| 1961                                     | mars 2001 | André Rauline     | DVD       | Conseiller général |
| mars 2001                                | mai 2020  | Françoise Écureux | SE        | Femme au foyer     |
| mai 2020                                 | En cours  | Brigitte Blestel  | SE        | Ambulancière       |
| Les données manquantes sont à compléter. |           |                   |           |                    |

Le conseil municipal est composé de onze membres dont le maire et deux adjoints.

## Démographie
L'évolution du nombre d'habitants est connue à travers les recensements de la population effectués dans la commune depuis 1793. Pour les communes de moins de 10 000 habitants, une enquête de recensement portant sur toute la population est réalisée tous les cinq ans, les populations de référence des années intermédiaires étant quant à elles estimées par interpolation ou extrapolation. Pour la commune, le premier recensement exhaustif entrant dans le cadre du nouveau dispositif a été réalisé en 2005.
En 2022, la commune comptait 131 habitants, en évolution de −7,09 % par rapport à 2016 (Calvados : +1,58 %, France hors Mayotte : +2,11 %).
Géfosse-Fontenay a compté jusqu'à 365 habitants en 1866, mais les deux communes fusionnées en 1861 totalisaient 438 habitants au premier recensement républicain, en 1793 (224 habitants à Géfosse, 214 à Fontenay).
| 1793 | 1800 | 1806 | 1821 | 1831 | 1836 | 1841 | 1846 | 1851 |
| ---- | ---- | ---- | ---- | ---- | ---- | ---- | ---- | ---- |
| 224  | 231  | 218  | 201  | 214  | 190  | 181  | 194  | 202  |

| 1856 | 1861 | 1866 | 1872 | 1876 | 1881 | 1886 | 1891 | 1896 |
| ---- | ---- | ---- | ---- | ---- | ---- | ---- | ---- | ---- |
| 193  | 339  | 365  | 306  | 318  | 346  | 328  | 328  | 343  |

| 1901 | 1906 | 1911 | 1921 | 1926 | 1931 | 1936 | 1946 | 1954 |
| ---- | ---- | ---- | ---- | ---- | ---- | ---- | ---- | ---- |
| 331  | 313  | 279  | 262  | 241  | 220  | 247  | 215  | 220  |

| 1962 | 1968 | 1975 | 1982 | 1990 | 1999 | 2005 | 2006 | 2010 |
| ---- | ---- | ---- | ---- | ---- | ---- | ---- | ---- | ---- |
| 207  | 196  | 193  | 161  | 124  | 111  | 135  | 136  | 130  |

| 2015 | 2020 | 2022 | - | - | - | - | - | - |
| ---- | ---- | ---- | - | - | - | - | - | - |
| 142  | 132  | 131  | - | - | - | - | - | - |

## Économie
La commune se situe dans la zone géographique des appellations d'origine protégée (AOP) beurre d'Isigny et crème d'Isigny.

## Lieux et monuments
- Église Saint-Pierre du XVIIIe siècle, inscrite au titre des monuments historiques[39].
- Chapelle du manoir de l'Hermerel.
- Manoir de l'Hermerel, XVe siècle, chapelle et colombier. Il s'agit d'un exemple typique de l'architecture des fermes-manoirs du Bessin. L'ensemble est également inscrit au titre des monuments historiques[40].
- Manoir du Hommet : construit au XVIIe siècle, probablement sur les restes d'un donjon des XIIe – XIIIe siècle, il est la possession de la famille d'Amours, qui le conservera jusque vers le milieu du XVIIIe siècle. Au XVIe siècle, Thomas d'Amours est seigneur du Hommet, et son fils à la suite. Au début du XIXe siècle le manoir échoit à la famille Hubert, puis en 1825, il est cédè à la famille Belhache, et au XXe siècle, le manoir est la possession de la famille Ecureux, descendant des Belhache. En 1966, c'est Marcel Ecureux qui entreprend sa restauration[41].

La ferme-manoir est entourée d'un mur d'enceinte et de bâtiments agricoles. On accède à la cour par un portail en pierre de taille, avec porte piétonne et porte charretière. Le logis seigneurial, de plan rectangulaire, est flanqué à chacune de ses extrémités d'une tour carrée, construite probablement sur des fondations du XIIe siècle, qui portent les dates de 1647 pour la tour Est et de 1667 pour la tour Ouest. Hautes de quatre niveaux avec une fenêtre à chaque niveau, elles sont percées d'ouvertures rondes permettant le tir d'un mousquet. La tour Est renfermait un pigeonnier et à sa gauche subsistent les vestiges d'un four à pain. La porte principale du logis est surmontée des armoiries de la famille, qui ont été buchées à la Révolution. Bien que peu lisibles, on distingue un animal à cornes. L'escalier central arbore à chaque étage des écussons sculptés sur les clés de voûte. Autour du logis sont disposés différents bâtiments agricoles construits en pierre calcaire et qui sont desservis par plusieurs portes charretières.
- Ferme-manoir de la Rivière des XIVe et XVIIe siècles : les bâtiments de styles différents juxtaposent une salle voûtée, une tour carrée à mâchicoulis du XVe siècle et une façade de logis du XVIIe siècle avec ses baies qui ont perdu leurs meneaux, sur lequel est plaqué un porche du XVIIIe siècle[43].
- Ferme-manoir le Lieu d'Amour.
- Château de Géfosse du XIIIe siècle.
- Château de la Champagne de la fin du XIVe siècle[44]

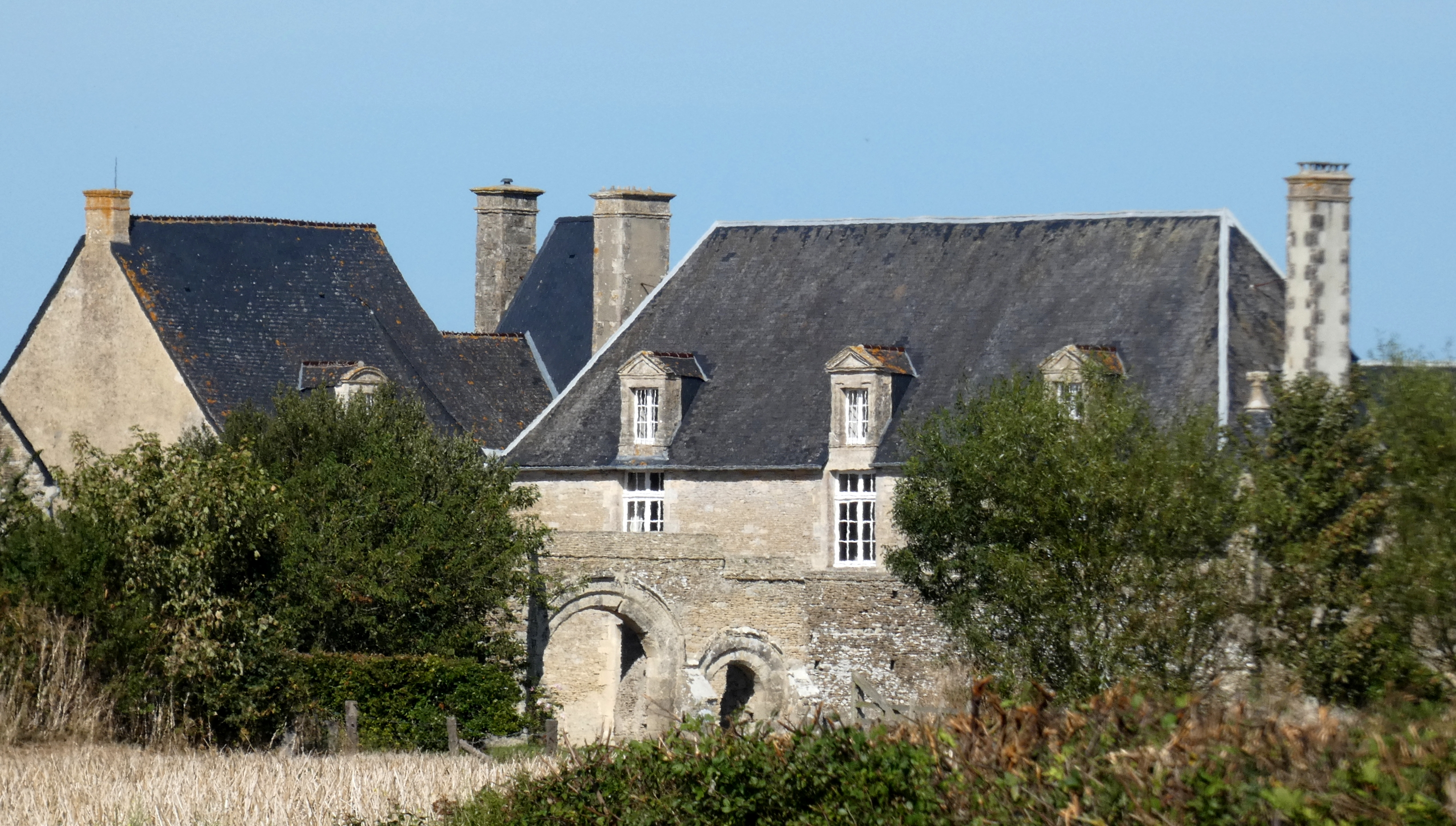
Le manoir de l'Hermerel.
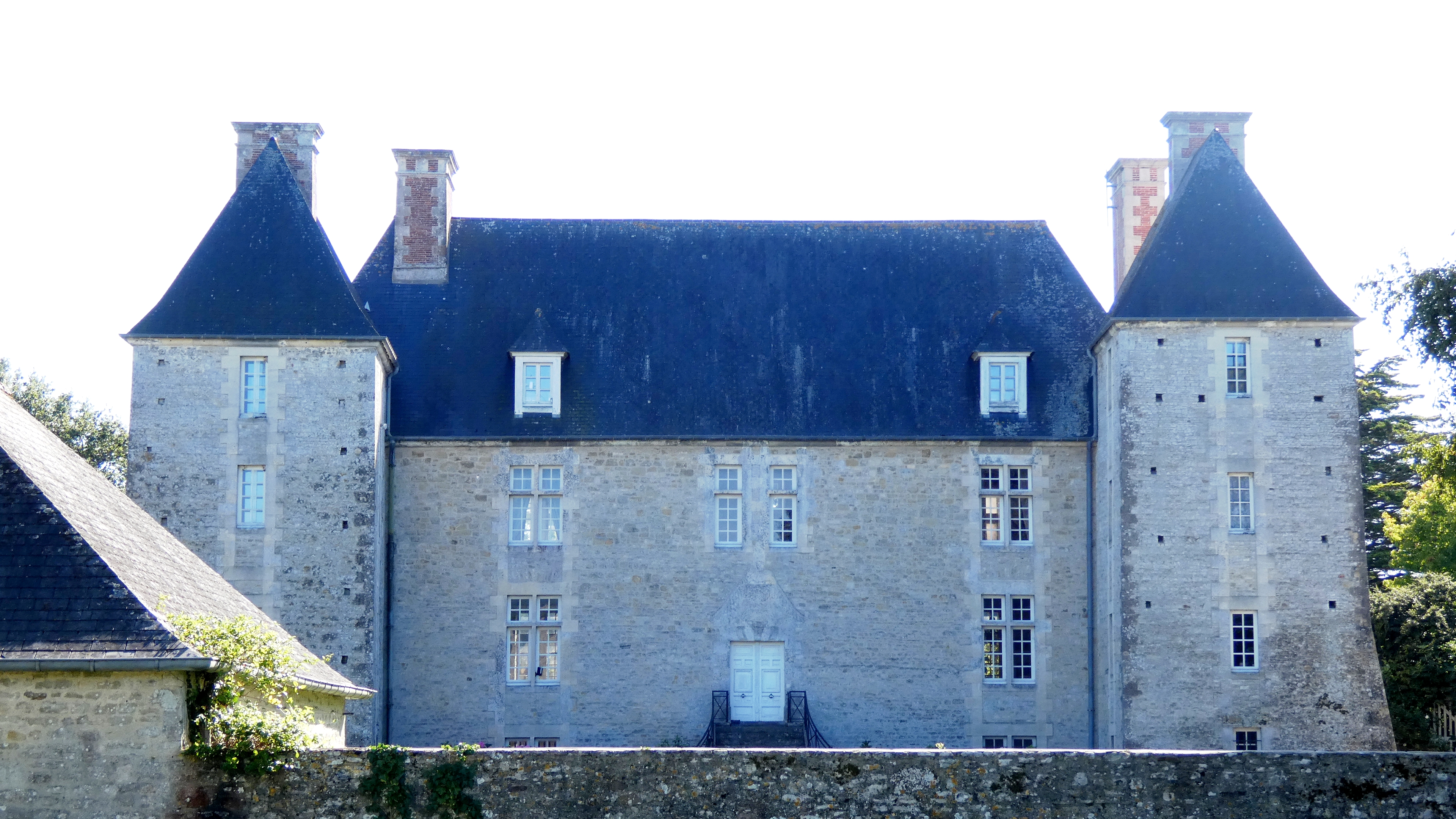
Le manoir du Hommet.
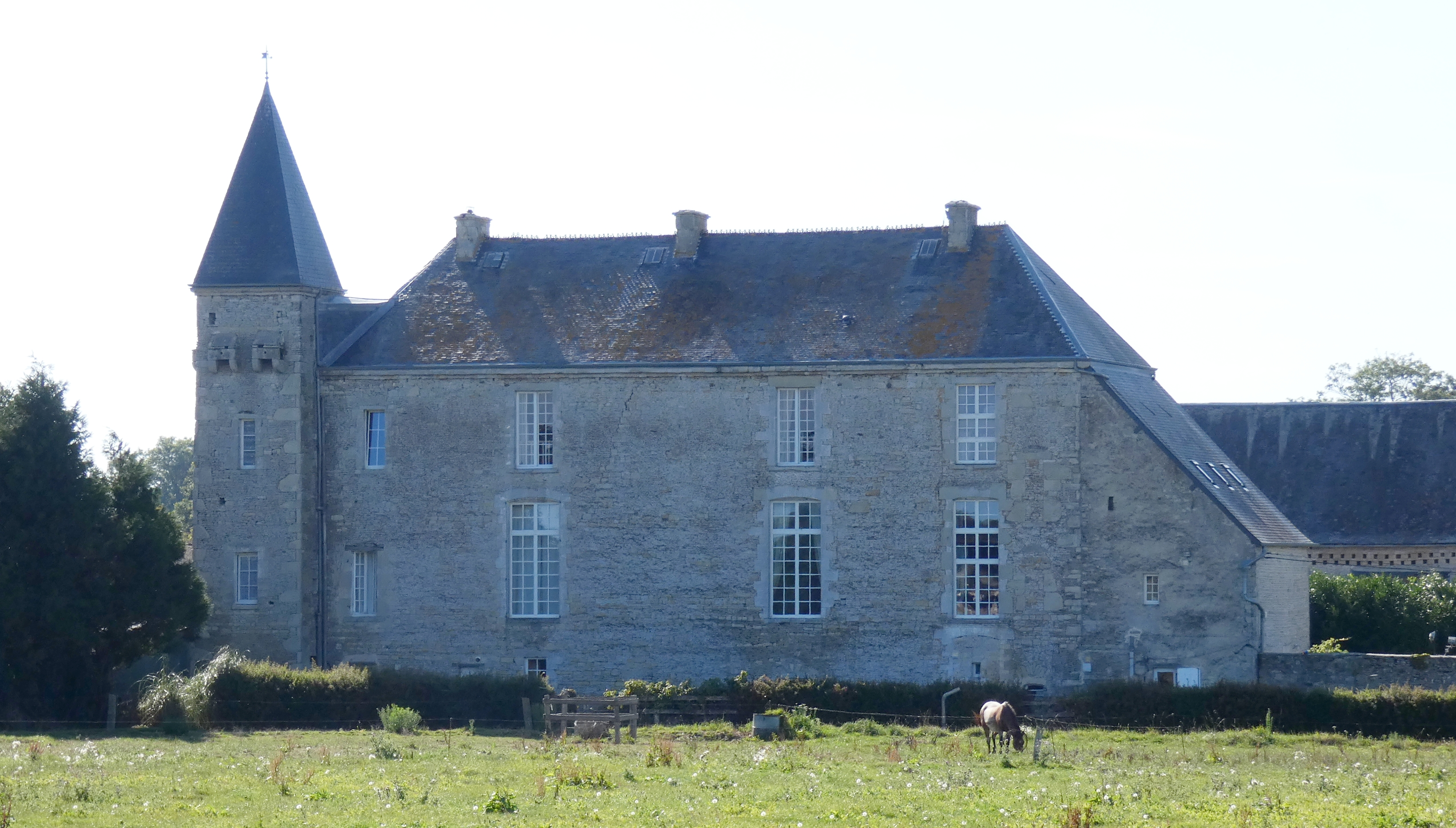
Le manoir de la Rivière.